# Poussière cométaire
La poussière cométaire est la poussière cosmique qui provient d'une comète. La poussière cométaire peut donner des informations sur l'origine des comètes. Lorsque la Terre passe à travers une traînée de poussière cométaire, il peut se produire une pluie de météores (« étoiles filantes »).

## La poussière et l'origine des comètes

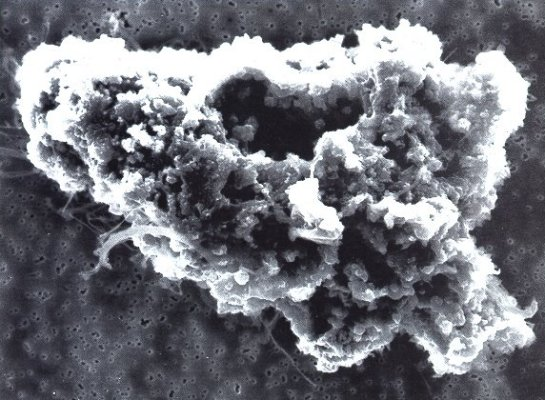
Vue microscopique de particules de poussière cométaire.

Les modèles de l'origine des comètes sont:
1. le modèle interstellaire,
2. le modèle du système solaire,
3. des tas de gravats primordiaux,
4. l'agrégation de planétésimaux dans le disque de poussières dans la région vers Uranus et Neptune,
5. des coquilles (?) froides de matériel balayé par le vent protostellaire.

Les propriétés globales de la poussière cométaires, telles que sa densité et sa composition chimique, peuvent permettre de distinguer ces modèles. Par exemple, les rapports isotopiques des poussières cométaire et interstellaire sont très similaires, ce qui indique une origine commune.